# 일본 여자 U-17 축구 국가대표팀
일본 여자 U-17 축구 국가대표팀(일본어: U-17サッカー日本女子代表)은 일본을 대표하는 여자 축구 U-17 대표팀으로 일본 축구 협회에서 운영한다.

## 성적

### FIFA U-17 여자 월드컵
- 2008년 - 8강
- 2010년 - 준우승
- 2012년 - 8강
- 2014년 - 우승
- 2016년 - 준우승
- 2018년 - 8강
- 2022년 - 8강
- 2024년 - 8강

### AFC U-17 여자 아시안컵
- 2005 - 우승
- 2007 - 준우승
- 2009 - 3위
- 2011 - 우승
- 2013 - 우승
- 2015 - 준우승
- 2017 - 3위
- 2019 - 우승
- 2024 - 준우승

## 같이 보기
- 일본 여자 축구 국가대표팀
- 일본 여자 U-20 축구 국가대표팀